# Obersulzbach
L'Obersulzbach est une rivière autrichienne de 16 km de long qui coule dans le land de Salzbourg. Elle est un affluent de la Salzach et donc un sous-affluent du Danube par l'Inn.